# Staurastrum leptacanthum
Staurastrum leptacanthum là một loài Song tinh tảo trong họ Desmidiaceae, thuộc chi Staurastrum.